# Бялинін
Бялинін (пол. Białynin) — село в Польщі, у гміні Ґлухув Скерневицького повіту Лодзинського воєводства.
Населення — 328 осіб (2011).
У 1975-1998 роках село належало до Скерневицького воєводства.

## Демографія
Демографічна структура станом на 31 березня 2011 року:
|          | Загалом | Допрацездатний вік | Працездатний вік | Постпрацездатний вік |
| -------- | ------- | ------------------ | ---------------- | -------------------- |
| Чоловіки | 159     | 33                 | 112              | 14                   |
| Жінки    | 169     | 37                 | 90               | 42                   |
| Разом    | 328     | 70                 | 202              | 56                   |